# Lymantria superans
Lymantria superans är en fjärilsart som beskrevs av Walker 1855. Lymantria superans ingår i släktet Lymantria och familjen tofsspinnare. Inga underarter finns listade i Catalogue of Life.